# Fjorton suger
Fjorton suger är en svensk dramafilm som hade biopremiär i Sverige den 29 oktober 2004, i regi av Emil Larsson, Filippa Freijd, Henrik Norrthon och Martin Jern.

## Handling
Emma är fjorton år. Hon bor med sina föräldrar och sin storebror Marcus i ett radhus i Skåne. Hon har många vänner och en underbar familj. Dock är relationen mellan henne och familjemedlemmarna  inte så bra eftersom de för det mesta tycker att hon är en jobbig och efterhängsen lillasyster. Filmen utspelar sig under Emmas sommarlov och börjar då Emma och hennes vänner är på väg till en fest hemma hos en av Marcus kompisar. Marcus blir sur för att Emma ska med på festen och tycker att hon inte har någonting där att göra. Han väljer själv att inte följa med på grund av att han inte vill festa med sin lillasyster. På festen blir Emma alldeles för full och somnar i en säng på övervåningen. En av Marcus närmaste kompisar våldtar Emma den kvällen och efter det blir ingenting som förut. Hon blir kär i skejtaren Aron men beter sig stundvis konstigt mot honom på grund av vad som har hänt. Efter en tid med flera incidenter förstår Marcus vad hans kompis gjort mot hans lillasyster och det blir en anmälan. Efter att Emma har träffat Aron får Emma en konstig känsla och blir därför ihop med Aron.

## Om filmen
Filmen spelades in i Hittarp och Rydebäck under juli till augusti 2003. Två av arbetstitlarna på filmen var Sämst i Sverige och 042-rules. Musikvideon till "Hej hej Monika" av Nic & the Family spelades in i Helsingborg under hösten 2003 och regisserades av Emil Larsson och Martin Jern, som var två av regissörerna till Fjorton suger. De använde sig av flera av skådespelarna från Fjorton suger i musikvideon.

## Rollista
- Elin Ahlberg - Emma
- Jesper Fridh - Marcus
- Andreas Karoliussen - Aron
- Björn Månsson - Patrik
- Catherine Jeppsson - Mamma
- Jörgen Düberg - Pappa
- Emily Nilsson - Lina
- Thea Klitte - Karin
- Eva Klitte - Karins mamma
- Thomas Hesslow - Per
- Simon Lindell - Andy
- David Sjöland - Daniel
- Sara Herrlander - Julia
- Otto Blückner - Kricka
- Saga Gärde - tjej på polisstation

### Fotnoter
1. ↑  ”Fjorton suger”. Svensk filmdatabas. 29 oktober 2004. Arkiverad från originalet den 23 september 2016. https://web.archive.org/web/20160923014213/http://www.sfi.se/sv/svensk-filmdatabas/Item/?itemid=57099&type=MOVIE&iv=Basic. Läst 21 september 2016.
2. ↑  ”Fjorton suger”. Svensk filmdatabas. 29 maj 2003. http://www.sfi.se/sv/svensk-filmdatabas/Item/?itemid=57099&type=MOVIE&iv=RecordingPlace. Läst 21 september 2016.
3. ↑  Fällmar Andersson, Peter (2 maj 2004). ”no-title”. Helsingborgs Dagblad. https://www.hd.se/2004-05-02/no-title. Läst 14 november 2018.